# مونتيلا (قرطبة)
بلدية مونتيا أو مونتيلا (بالإسبانية: Montilla)‏، هي إحدى بلديات مقاطعة قرطبة إحدى مقاطعات إسبانيا، و التي تقع في منطقة الأندلس جنوب إسبانيا.
يبلغ عدد سكانها 23.650 نسمة وفقاً لإحصائية سنة (2007).

## توأمة
لمونتيلا (قرطبة) اتفاقيات توأمة مع:
- تشيرينيولا

## أعلام
- غونثالو فرنانديث دي كوردوبا
- يوحنا الافيلي
- ميغيل دي باريوس